# Lysiphlebus testaceipes
Lysiphlebus testaceipes är en stekelart som först beskrevs av Cresson 1880.  Lysiphlebus testaceipes ingår i släktet Lysiphlebus och familjen bracksteklar. Inga underarter finns listade i Catalogue of Life.